# OhmyNews
OhmyNews (хангыль:오마이뉴스) — южнокорейская сетевая новостная газета, работающая под лозунгом «Каждый гражданин — репортёр». Была основана О Йон Хо 22 февраля 2000 года.